# إسياغا سيلا
إسياغا سيلا (بالفرنسية: Issiaga Sylla) (مواليد 1 يناير 1994) هو لاعب كرة قدم غيني يلعب حاليًا لصالح نادي تولوز.

## روابط خارجية
- إسياغا سيلا على موقع الاتحاد الدولي (مؤرشف)  (الإنجليزية)
- إسياغا سيلا على موقع قاعدة بيانات كرة القدم.إي يو (الإنجليزية)
- إسياغا سيلا على موقع ليكيب (الفرنسية)
- إسياغا سيلا على موقع ناشيونال فوتبول تيمز (الإنجليزية)
- إسياغا سيلا على موقع Soccerway.com (الإنجليزية)
- إسياغا سيلا على موقع عالم كرة القدم.نت (الإنجليزية)
- إسياغا سيلا على موقع كووورة
- إسياغا سيلا على موقع AS.com (الإسبانية)
- صفحة اللاعب على يوروسبورت
- صفحة اللاعب على فوتبول داتابيز